# Aeródromo Rucamanqui
El Aeródromo Rucamanqui (OACI: SCHE) es un terminal aéreo junto a la localidad de Huépil, Provincia de Biobío, Región del Bío-Bío, Chile. Es de propiedad privada.